# Aviron aux Jeux olympiques d'été de 1996
Navigation
Barcelone 1992 Sydney 2000
Les compétitions d'aviron aux Jeux olympiques de 1996 à Atlanta étaient composées de 14 épreuves (8 pour les hommes, 6 pour les femmes).

## Tableau des médailles
| Place | Nation      | Médaille d'or | Médaille d'argent | Médaille de bronze | Total |
| ----- | ----------- | ------------- | ----------------- | ------------------ | ----- |
| 1     | Australie   | 2             | 1                 | 3                  | 6     |
| 2     | Allemagne   | 2             | 1                 | 1                  | 4     |
| 3     | Roumanie    | 2             | 0                 | 0                  | 2     |
| -     | Suisse      | 2             | 0                 | 0                  | 2     |
| 5     | Canada      | 1             | 4                 | 1                  | 6     |
| 6     | Pays-Bas    | 1             | 1                 | 1                  | 3     |
| 7     | Biélorussie | 1             | 0                 | 1                  | 2     |
| -     | Danemark    | 1             | 0                 | 1                  | 2     |
| -     | Royaume-Uni | 1             | 0                 | 1                  | 2     |
| 10    | Italie      | 1             | 0                 | 0                  | 1     |
| 11    | États-Unis  | 0             | 3                 | 1                  | 4     |
| 12    | France      | 0             | 1                 | 3                  | 4     |
| 13    | Chine       | 0             | 1                 | 0                  | 1     |
| -     | Norvège     | 0             | 1                 | 0                  | 1     |
| -     | Ukraine     | 0             | 1                 | 0                  | 1     |
| 16    | Russie      | 0             | 0                 | 1                  | 1     |

## Podiums

### Hommes
| Discipline                       | Or | Argent | Bronze |
| Skiff                            | Xeno Müller | Derek Porter | Thomas Lange |
| Deux de couple                   | Italie Agostino Abbagnale Davide Tizzano | Norvège Steffen Størseth Kjetil Undset | France Frédéric Kowal Samuel Barathay |
| Deux sans barreur                | Royaume-Uni Steve Redgrave Matthew Pinsent | Australie David Weightman Robert Geoffrey Scott | France Michel Andrieux Jean-Christophe Rolland |
| Quatre sans barreur              | Australie Nicholas Green Drew Ginn James Tomkins Mike McKay                                                                                          | France Bertrand Vecten Olivier Moncelet Daniel Fauche Gilles Bosquet                                                                                   | Royaume-Uni Gregory Searle Jonny Searle Rupert Obholzer Tim Foster |
| Quatre sans barreur poids légers | Danemark Victor Feddersen Niels Henriksen Thomas Poulsen Eskild Ebbesen                                                                              | Canada Brian Peaker Jeffrey Lay Dave Boyes Gavin Hassett                                                                                               | États-Unis Marc Schneider Jeff Pfaendtner David Collins William Carlucci                                                                                              |
| Huit avec barreur                | Pays-Bas Koos Maasdijk Ronald Florijn Jeroen Duyster Michiel Bartman Henk-Jan Zwolle Niels van der Zwan Niels van Steenis Diederik Simon Nico Rienks | Allemagne Mark Kleinschmidt Detlef Kirchhoff Wolfram Huhn Roland Baar Marc Weber Ulrich Viefers Peter Thiede Thorsten Streppelhoff Frank Joerg Richter | Russie Pavel Melnikov Andrey Glukhov Anton Chermashentsev Aleksandr Lukyanov Nikolay Aksyonov Dmitriy Rozinkevich Sergey Matveyev Roman Monchenko Vladimir Volodenkov |
| Deux de couple poids légers      | Suisse Michael Gier Markus Gier | Pays-Bas Maarten Van Der Linden Pepijn Aardewijn | Australie Bruce Hick Anthony Edwards |
| Quatre de couple                 | Allemagne Andreas Hajek Stephan Volkert André Steiner Andre Willms                                                                                   | États-Unis Tim Young Eric Mueller Brian Jamieson Jason Gailes                                                                                          | Australie Janusz Hooker Bo Hanson Duncan Free Ronald Snook |

### Femmes
| Discipline                  | Or | Argent | Bronze |
| Skiff                       | Ekaterina Karsten | Silken Laumann | Trine Hansen |
| Deux de couple              | Canada Kathleen Heddle Marnie McBean | Chine Zhang Xiuyun Cao Mianying | Pays-Bas Irene Eijs Eeke van Nes |
| Deux de couple poids légers | Roumanie Camelia Macoviciuc Constanţa Burcica                                                                                                 | États-Unis Teresa Bell Lindsay Burns | Australie Virginia Lee Rebecca Joyce |
| Quatre de couple            | Allemagne Katrin Rutschow-Stomporowski Jana Sorgers Kerstin Koppen Kathrin Boron                                                              | Ukraine Svitlana Maziy Dina Miftakhutdynova Inna Frolova Olena Ronzhyna                                                                          | Canada Laryssa Biesenthal Diane O'Grady Kathleen Heddle Marnie McBean |
| Deux sans barreur           | Australie Megan Leanne Still Kate Elizabeth Slatter                                                                                           | États-Unis Missy Schwen-Ryan Karen Kraft | France Christine Gossé Helene Cortin |
| Huit avec barreur           | Roumanie Liliana Gafencu Veronica Cochelea Elena Georgescu Anca Tănase Doina Spîrcu Mărioara Popescu Ioana Olteanu Elisabeta Lipă Doina Ignat | Canada Anna Van Der Kamp Tosha Tsang Lesley Thompson-Willie Emma Robinson Jessica Monroe Heather McDermid Maria Maunder Theresa Luke Alison Korn | Biélorussie Yelena Mikulich Marina Znak Nataliya Volchek Natallia Stasiuk Tamara Davydenko Valentina Skrabatun Nataliya Lavrinenko Yaroslava Pavlovich Aleksandra Pankina |